# Jonathan Bates
Jonathan Bates (Little Chart, 1 de noviembre de 1939 – Esher, 31 de octubre de 2008) fue un editor de sonido británico. Trabajó en más de sesenta y cinco producciones entre 1962 y 2007. Recibió una nominación al premio Óscar en la categoría de «Mejor sonido» por su trabajo en la película Gandhi (1982) y ganó un BAFTA por Cry Freedom (1987).
Hijo menor del escritor H. E. Bates. Fue educado en el King's School de Canterbury y, aunque de pequeño quería ser piloto, la influencia del director David Lean, amigo de su padre, le llevó a trabajar en el cine.

## Premios y distinciones
Premios Óscar
| Año  | Categoría    | Película | Resultado |
| ---- | ------------ | -------- | --------- |
| 1983 | Mejor sonido | Gandhi   | Nominado  |